# Bibliothèque Sainte-Geneviève
Pour les articles homonymes, voir Sainte-Geneviève et BSG.
La bibliothèque Sainte-Geneviève (BSG) est une bibliothèque interuniversitaire et publique située au 10, place du Panthéon, dans le 5e arrondissement de Paris. Elle occupe un bâtiment édifié en 1851 par l'architecte Henri Labrouste à l'emplacement de l'ancien collège de Montaigu, agrandi depuis et classé, avec ses aménagements et décors d'origine, au titre des monuments historiques. Elle est l'héritière de la troisième plus importante bibliothèque d'Europe, en son temps, que l'ancienne abbaye Sainte-Geneviève de Paris voisine, transformée en École centrale à la Révolution, abritait au dernier étage de ce qui est aujourd'hui le lycée Henri-IV.
C'est aujourd'hui une bibliothèque d'État à la fois interuniversitaire (universités Paris 1, 2, 3, 4 et 7) et publique, accessible à toute personne majeure ou titulaire du baccalauréat. Ses collections sont encyclopédiques et totalisent environ deux millions de volumes répartis en trois fonds :
- la Réserve, principalement pour les fonds anciens, rares et précieux ;
- le Fonds général comprenant les ouvrages, périodiques et autres documents publiés de 1811 à aujourd'hui ;
- la Bibliothèque nordique (accès au 6 rue Valette), proposant un très riche fonds finno-scandinave dont l'origine remonte aux collections de l'abbaye.

## Histoire

### Bibliothèque de l'abbaye Sainte-Geneviève

#### Première bibliothèque (VIe–XVIesiècles)

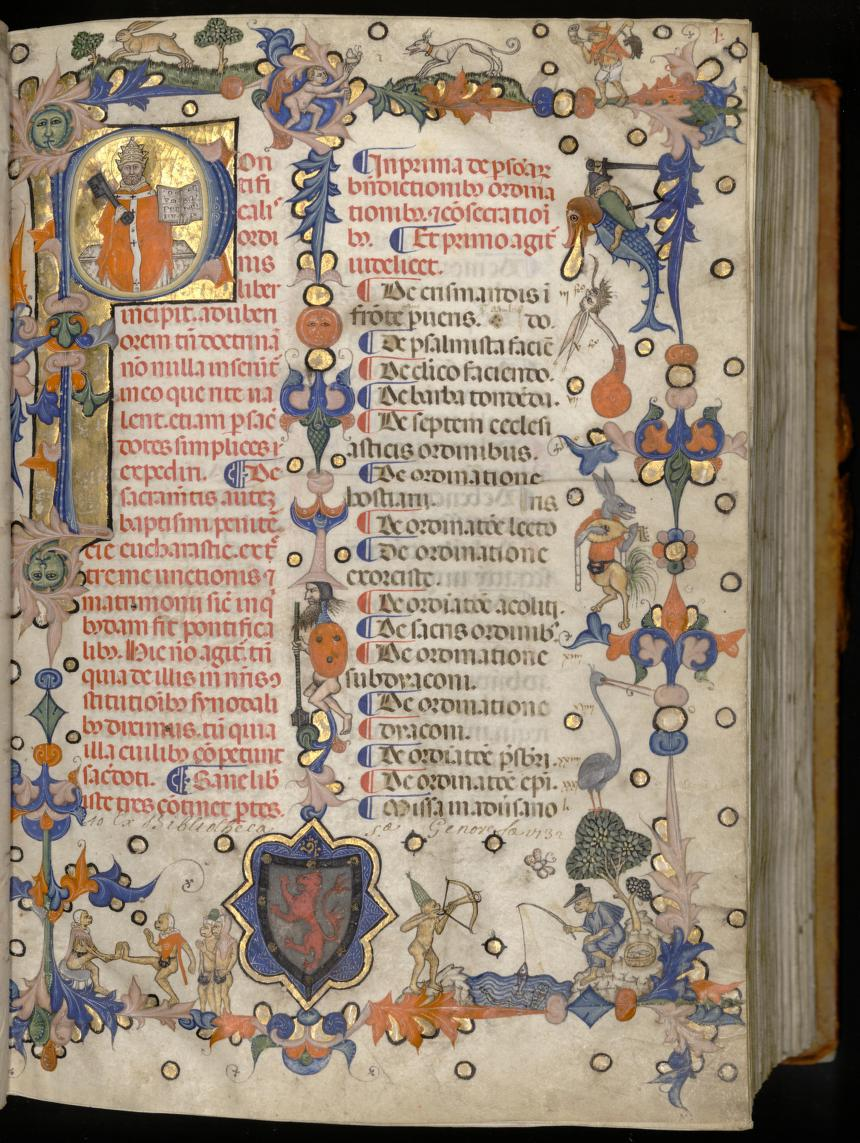
Feuillet enluminé du Manuscrit 143 : Pontifical de Guillaume Durand, 1357. Réserve de la bibliothèque Sainte-Geneviève.

La fondation d'une basilique dédiée aux apôtres Pierre et Paul, au début du VIe siècle, par Clovis est à l'origine de l’abbaye Sainte-Geneviève de Paris. Inhumée dans la crypte en 502, sainte Geneviève a donné son nom à la basilique, à l'abbaye et à la bibliothèque. L'existence d'une bibliothèque dans l'abbaye n'est attestée qu'au XIIe siècle, avec un manuscrit, aujourd'hui à la bibliothèque municipale de Soissons, portant son ex-libris. On peut cependant imaginer que la première basilique disposait de quelques manuscrits pour le culte, Clotilde ayant commandité une Vie de sainte Geneviève dix-huit ans après la mort de cette dernière.
En 831, apparaît la première mention objective de livres sous forme du legs de trois ouvrages à l'abbaye par Angésise, abbé de Fontenelle. Une cellule fait probablement office de scriptorium, sans que l'on puisse vraiment parler d'atelier. Le développement culturel propre à l'époque carolingienne est freiné par les invasions vikings. L'abbé Étienne de Garlande, un proche de Louis VI, héberge Abélard sur les terres de l'abbaye de 1108 à 1113. Le XIIe siècle est marqué aussi par la réforme de Suger : la communauté adopte la règle de saint Augustin qui insiste sur la nécessité d'entretenir une bibliothèque ainsi qu'un atelier de copistes. Au XIIIe siècle, un catalogue fait ainsi état de 226 volumes (les livres liturgiques en sont exclus). La guerre de Cent Ans, puis les guerres de religion provoquent un coup d'arrêt dans l'enrichissement de la bibliothèque. Abbés et bibliothécaires s'engagent en politique. De très précieux manuscrits sont vendus. Au début du XVIIe siècle, la bibliothèque est à reconstituer presque intégralement.

#### Refondation et développement (1624-1790)
C'est le cardinal de La Rochefoucauld, évêque de Senlis, entré en possession de l'abbaye en 1619, qui réinstitue véritablement la bibliothèque en 1624, à laquelle, après un dépôt initial de 600 volumes, il lègue en 1640 l'ensemble de ses collections et archives personnelles. Les collections s'accroissent ensuite jusqu'à la Révolution, sous l'impulsion de ses bibliothécaires successifs. Jean Fronteau exerce ses fonctions de 1648 à 1662, mais, à partir de 1654, il n'est présent qu'une partie de l'année en raison du semi-exil auquel il a été condamné pour fait de jansénisme. Il est un acteur majeur dans la controverse touchant l'auteur de l'Imitation de Jésus-Christ, dont la bibliothèque actuelle possède plus de mille éditions. En 1660, Claude Du Molinet fonde un cabinet de curiosités attenant à la bibliothèque et en dresse le catalogue. À sa mort, en 1687, la bibliothèque compte 20 000 volumes, dont 400 manuscrits, et plusieurs milliers d'estampes. Au fil du temps, la bibliothèque s'enrichit en effet de nombreux dons : notamment de Gabriel Naudé en 1653, et surtout, en 1710, celui de l'archevêque de Reims, Charles-Maurice Le Tellier, qui lègue sa collection de manuscrits et environ 16 000 volumes, parmi lesquels 500 volumes à l'origine des collections de l'actuelle Bibliothèque nordique. Avec ce fonds Le Tellier a également été introduite la classification alphabétique de Nicolas Clément, encore partiellement en usage de nos jours.
Au XVIIIe siècle la bibliothèque est, parmi les premières à Paris, ouverte au public. La seconde moitié du siècle est marquée par la personnalité de son bibliothécaire, le père Alexandre-Guy Pingré (1711-1796), membre de l'Académie des sciences, qui accroît considérablement les collections scientifiques de Sainte-Geneviève. En outre, c’est à son entregent que la bibliothèque, devenue propriété nationale en 1790 avec l’abbaye, doit d’avoir survécu à celle-ci et échappé à la dispersion de ses collections.

### Bibliothèque d'État

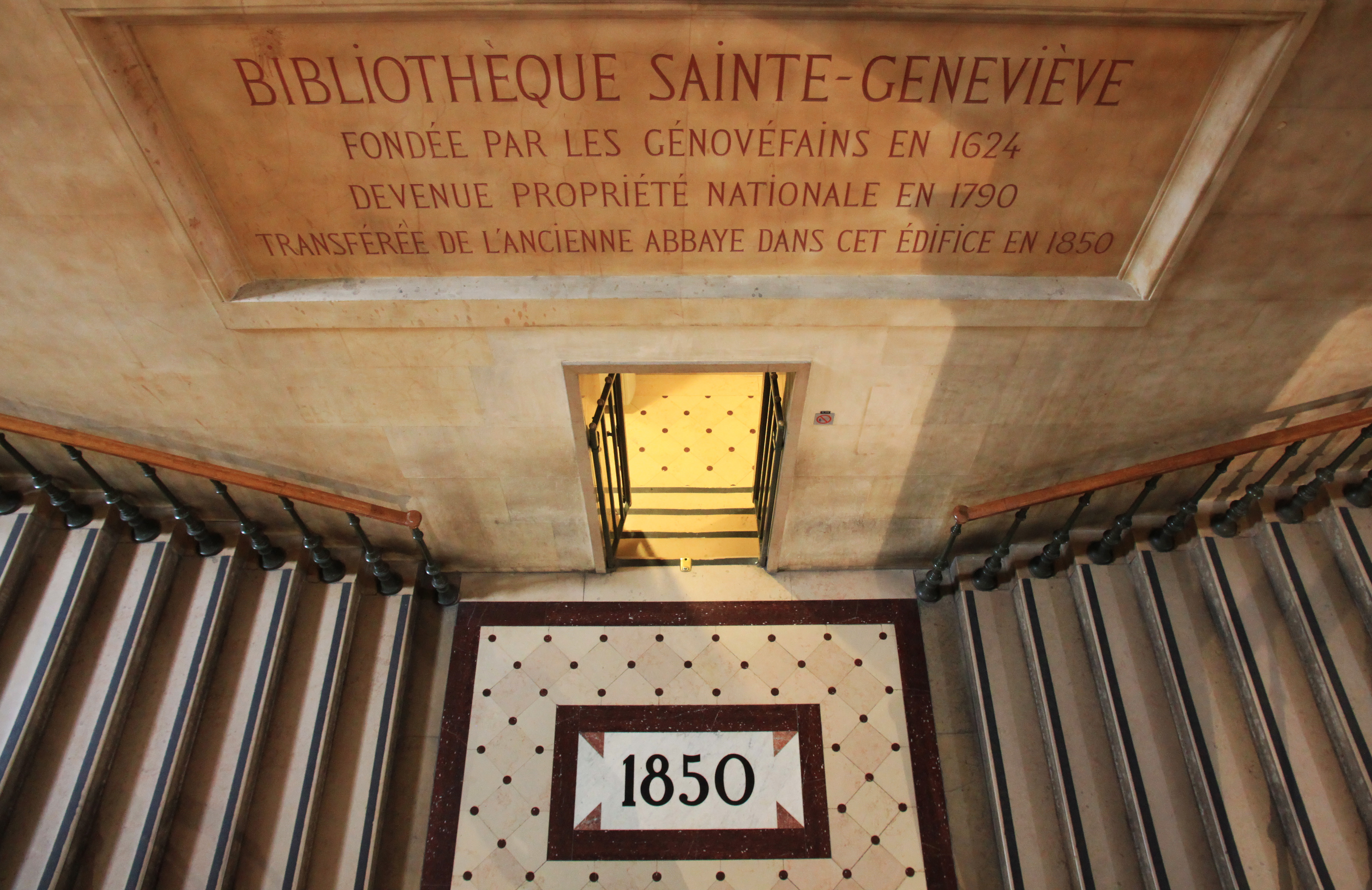
Palier des escaliers principaux.

#### Cohabitation avec le futur lycée Henri-IV (1790-1842)
La bibliothèque bénéficie, comme la Bibliothèque nationale, la Mazarine et l'Arsenal, des confiscations révolutionnaires et des prises de guerres napoléoniennes, s’enrichissant d’une sélection d’environ 20 000 ouvrages de provenances variées. Sa mission collective et publique est confirmée, ainsi que sa portée nationale.
Rebaptisée Bibliothèque du Panthéon ou Bibliothèque nationale du Panthéon jusqu’à la Restauration, elle passe, à la mort de Pingré, sous l’autorité de l’administrateur Pierre Daunou, qui lance l’établissement du catalogue des incunables (publié seulement à la fin du siècle), puis celui du catalogue général (en trente-trois volumes). À cette époque, la bibliothèque bénéficie toujours de dons réguliers, et pour pallier la faiblesse de ses crédits, devient, par décret royal en 1828, attributaire d'un exemplaire du dépôt légal en théologie, philosophie, droit, médecine et sciences.

#### Construction du nouvel édifice par Henri Labrouste (1843-1850)
Cependant, elle est à l'étroit dans des locaux vétustes, au dernier étage de l'ancienne abbaye devenue lycée. En 1842 elle est installée, à titre provisoire, dans une partie de l'ancien collège de Montaigu, devenu hôpital, puis prison, et destiné à la démolition dans le cadre de l’aménagement de la place du Panthéon conçue par Soufflot. La nouvelle bibliothèque est édifiée à son emplacement, sur une étroite parcelle de 85 mètres sur 21 mètres, de 1843 à 1850. Henri Labrouste (1801-1875) est appointé depuis 1838 comme architecte de l'ancienne bibliothèque Sainte-Geneviève. En tant qu'expert, il préconise la construction d'un nouvel ensemble, contre toute attente il en reçoit lui-même la commande et présente rapidement un projet, approuvé en juillet 1843 et confirmé par la loi du 19 juillet relative à la bibliothèque Sainte-Geneviève. La première pierre du bâtiment est posée le 12 août 1844 par Pierre Sylvain Dumon, ministre de l'Instruction publique. Une médaille due au graveur Jean-Baptiste-Jules Klagmann, montrant l'intérieur de la bibliothèque projetée, est frappée pour commémorer la cérémonie. Un exemplaire en est conservé au musée Carnavalet (ND 1952).
Ce premier édifice spécifiquement destiné à l'accueil d'une bibliothèque, innovant par son architecture, est terminé en 1850 et inauguré le 4 février 1851.

#### Évolution du statut de la nouvelle bibliothèque (depuis 1851)

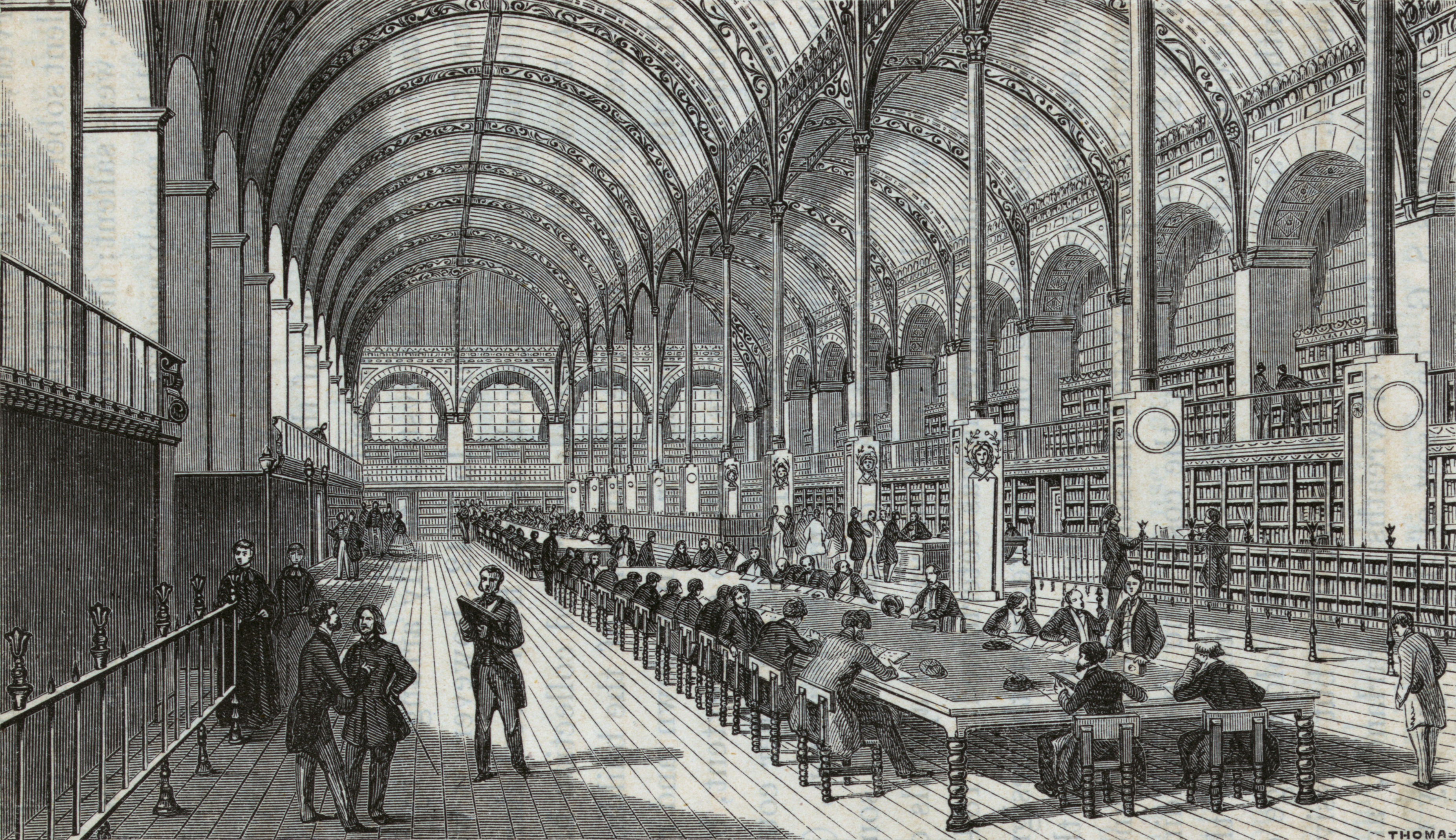
La nouvelle bibliothèque en 1859.

Traitée comme une bibliothèque d'envergure nationale depuis 1830, la bibliothèque Sainte-Geneviève a gardé son caractère pluridisciplinaire et ses collections patrimoniales. Elle a tendu au fil des années à la précision thématique. En 1925, elle est rattachée à la Réunion des bibliothèques nationales de Paris (regroupant de nouveau la Bibliothèque nationale, l'Arsenal, et la Mazarine). En 1928, elle est rattachée à l'université de Paris, les étudiants constituant alors la plus large part de son public, ce qui lui apporte un soulagement budgétaire. La fin de l'université de Paris en 1970, conséquence immédiate des revendications de mai 1968 contre la Sorbonne, et sa partition en neuf universités font, dès 1972, de la bibliothèque Sainte-Geneviève un établissement interuniversitaire pour lequel est rappelée l'obligation de maintenir le caractère public et encyclopédique qui est sa spécificité. Cinq universités, celles de Paris-I, de Paris-II, de Paris-III, de Paris-IV et de Paris-VII sont parties au contrat et l'une d'entre elles, Paris-III, est l'université de rattachement de la bibliothèque.
En 2015, François Michaud, conservateur général, alors directeur de la bibliothèque Sainte-Barbe voisine, est nommé directeur en remplacement d'Yves Peyré, qui prend sa retraite au 31 juillet. Cette nomination relance le projet de fusion de la bibliothèque Sainte-Geneviève et de la bibliothèque Sainte-Barbe, projet déjà évoqué en 2013 par l'AERES (actuel HCERES).
En 2021, un nouveau projet de réorganisation de ses services par l'université de rattachement provoque l'émoi d'enseignants-chercheurs ; une tribune de ces derniers comprenant de nombreuses personnalités (Isabelle Barbéris, Belinda Cannone, Nathalie Heinich, Catherine Kintzler, Perrine Galand-Willemen, Jesper Svenbro, Lawrence M. Principe, François Ploton-Nicollet…) et dénonçant la baisse des moyens est publiée,.

### Directeurs de la bibliothèque Sainte-Geneviève
| Administrateurs, puis conservateurs et directeurs de la bibliothèque Sainte-Geneviève |
| --- |

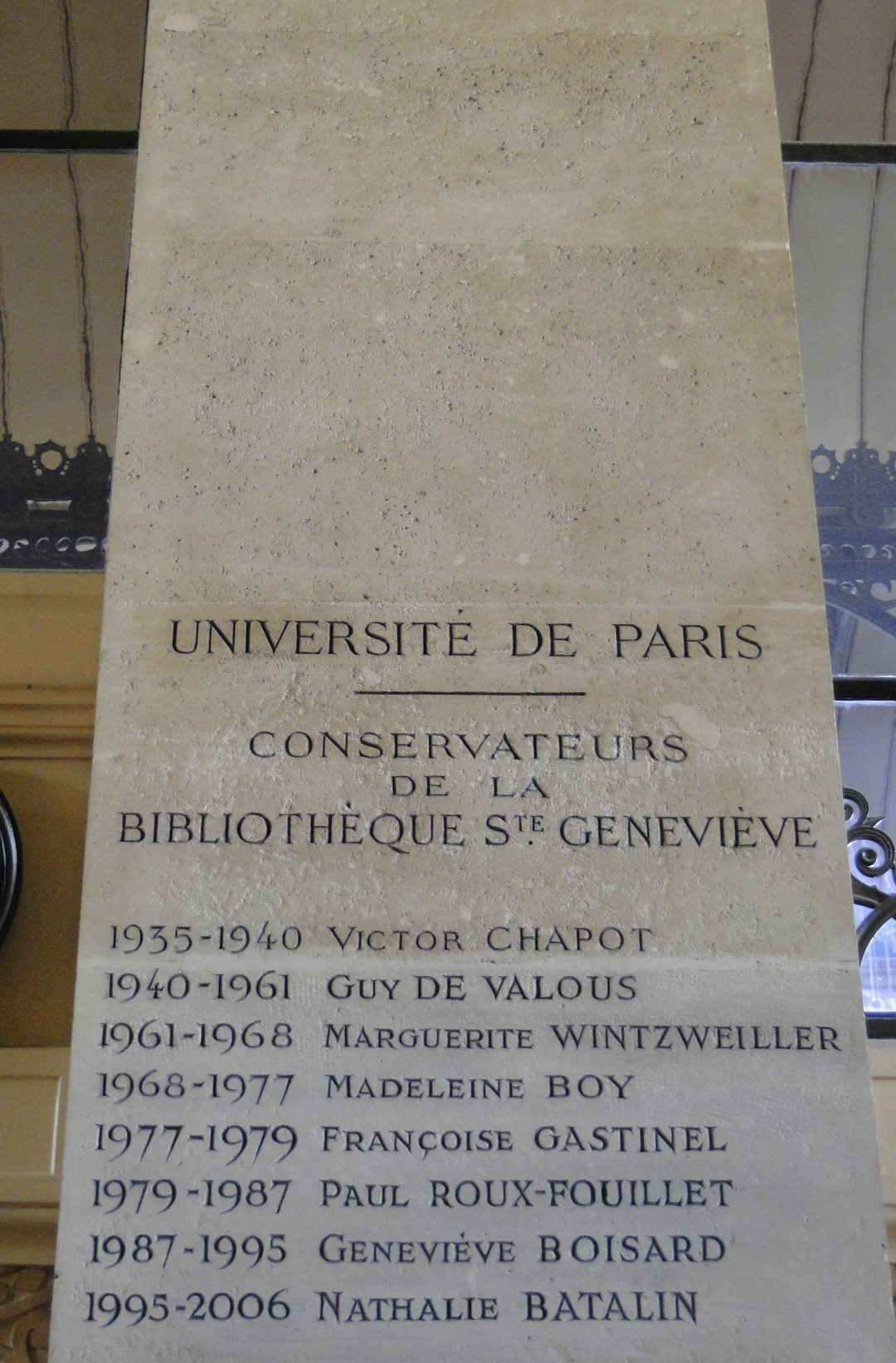
Liste des administrateurs et directeurs de la bibliothèque Sainte-Geneviève.

| - Alexandre Gui Pingré (de 1790 à 1796) - Guillaume Antoine Lemonnier (de 1796 à 1797) - Claude François Daunou (de 1797 à 1798) - Louis Cotte (de 1798 à 1802) - Claude François Daunou (de 1802 à 1804) - Étienne Pierre Ventenat (de 1804 à 1808) - Joseph Flocon (de 1808 à 1832) - B. de Lancy (de 1832 à 1856) - Frédéric de Brotonne (de 1856 à 1865) - Ferdinand Denis (de 1865 à 1885) - Henri Lavoix (de 1885 à 1897) - Charles-Émile Ruelle (de 1898 à 1906) - Charles Kohler (de 1906 à 1917) - Charles Mortet (de 1917 à 1923) - Richard Cantinelli (en 1924) - Amédée Boinet (de 1925 à 1926) - Henri Girard (de 1926 à 1935) - Victor Chapot (de 1935 à 1940) - Guy de Valous (de 1940 à 1961) - Marguerite Wintzweiller (de 1961 à 1968) - Madeleine Boy (de 1968 à 1977) - Françoise Gastinel (de 1977 à 1979) - Paul Roux-Fouillet (de 1979 à 1987) - Geneviève Boisard (de 1987 à 1995) - Nathalie Batalin-Jullian (de 1995 à 2006) - Yves Peyré (de 2006 à 2015) - François Michaud (de 2015 à 2024) |

### Personnalités y ayant travaillé
- Marcel Duchamp y a été bibliothécaire de novembre 1913 à mai 1914. Il a étudié sur place des traités de perspective comme ceux de Jean du Breuil, Jean-François Niceron et Abraham Bosse, qui l'ont beaucoup inspiré[9].
- Victor Develay, historien et traducteur d'Érasme.
- Jules Vallès
- Jules Laforgue
- Simone de Beauvoir
- Francis Ponge
- etc.

## Architecture

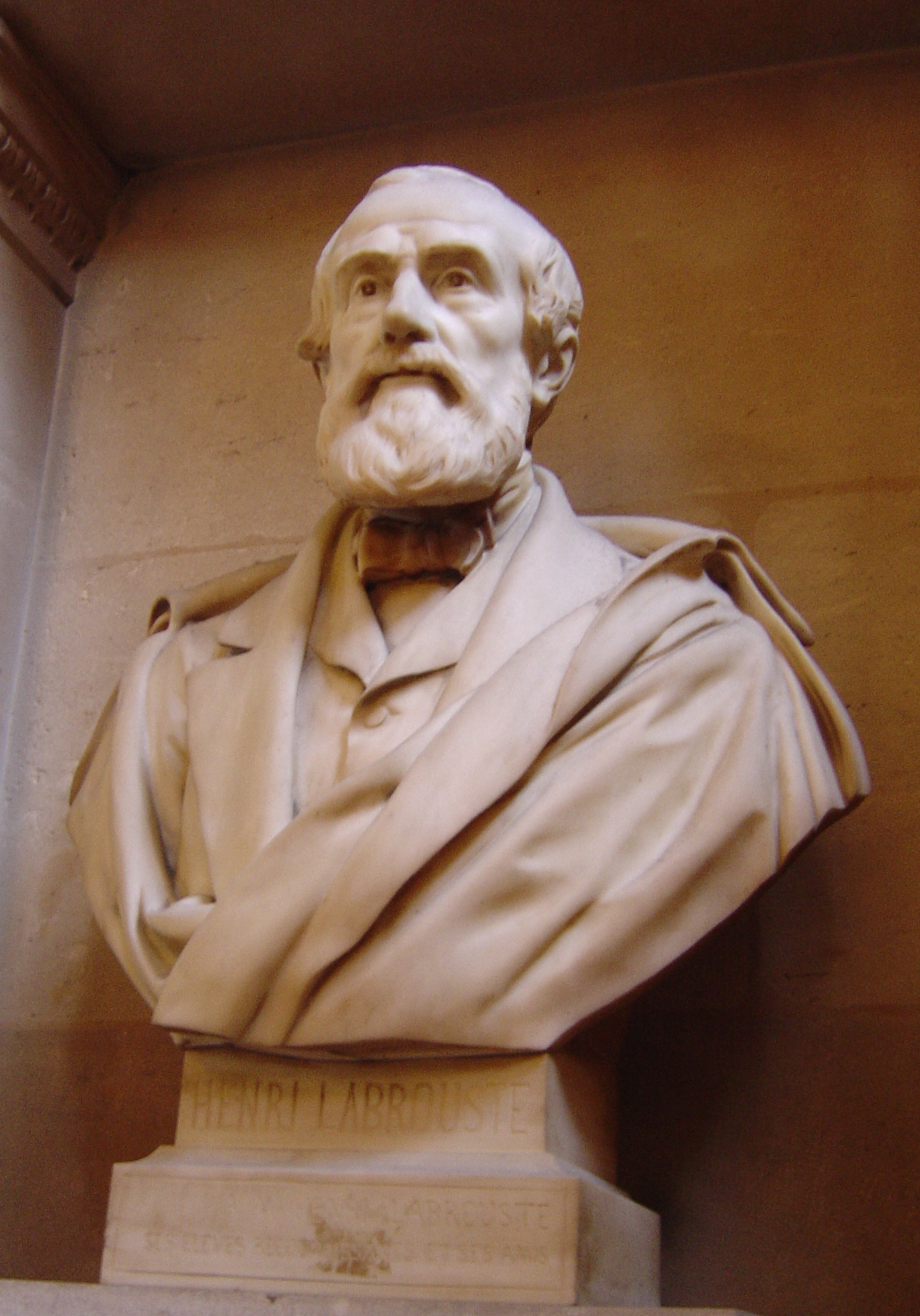
Buste érigé dans l'escalier de la bibliothèque Sainte-Geneviève à la mémoire de son architecte, Henri Labrouste.

C'est la première fois, en France, qu'une bibliothèque n'est pas l'annexe d'un palais, d'une école ou d'un monastère, mais un bâtiment autonome. La construction du bâtiment est confiée à Henri Labrouste. Bien que moins connu que ses contemporains Victor Baltard ou Charles Garnier, il est l'un des plus grands architectes français du XIXe siècle. Brouillé avec l'académie d'architecture, il n'a obtenu sa première commande officielle qu'à l'âge de 40 ans, deux ans avant que ne lui soit confiée la réalisation de la bibliothèque Sainte-Geneviève.
La bibliothèque doit être construite sur une étroite bande de terrain de 85 mètres de long sur 21 de large, située sur le haut de la montagne Sainte-Geneviève et donnant sur le Panthéon. La construction dure huit ans, la nouvelle bibliothèque étant ouverte en 1851. Elle se départ du style néo-classique en vogue à l'époque pour les grands bâtiments publics, pour un style beaucoup plus sobre, épuré et rationaliste.

### Le bâtiment

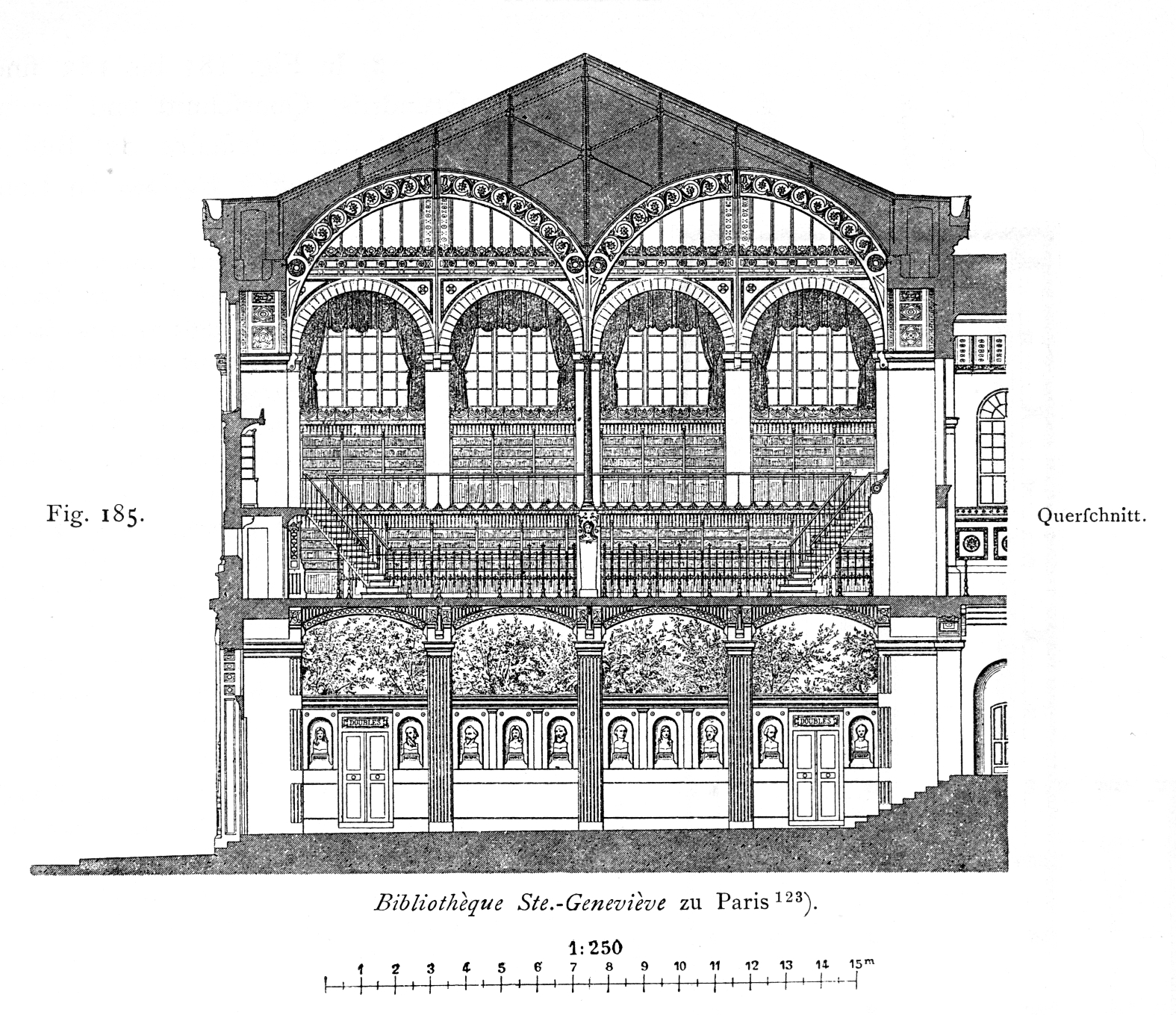
Coupe transversale sur le hall d'entrée et la salle de lecture (incomplet).

Le bâtiment se présente comme un grand quadrilatère rectangle. Il est conçu en trois volumes. Un premier volume rectangulaire au sol occupe toute la parcelle disponible et est destiné à abriter les ouvrages rares. Un deuxième volume, posé sur le premier, accueille la salle de lecture et un troisième volume, à l'arrière et seul élément à faire saillie, abrite un double escalier droit permettant d'accéder à la salle de lecture. L'occupation de l'espace est rationnelle et sépare le lieu de stockage des ouvrages rares et précieux du lieu de lecture, ce qui est une nouveauté pour l'époque. La bibliothèque est conçue pour pouvoir accueillir 500 étudiants et 80 000 ouvrages.

#### Extérieur

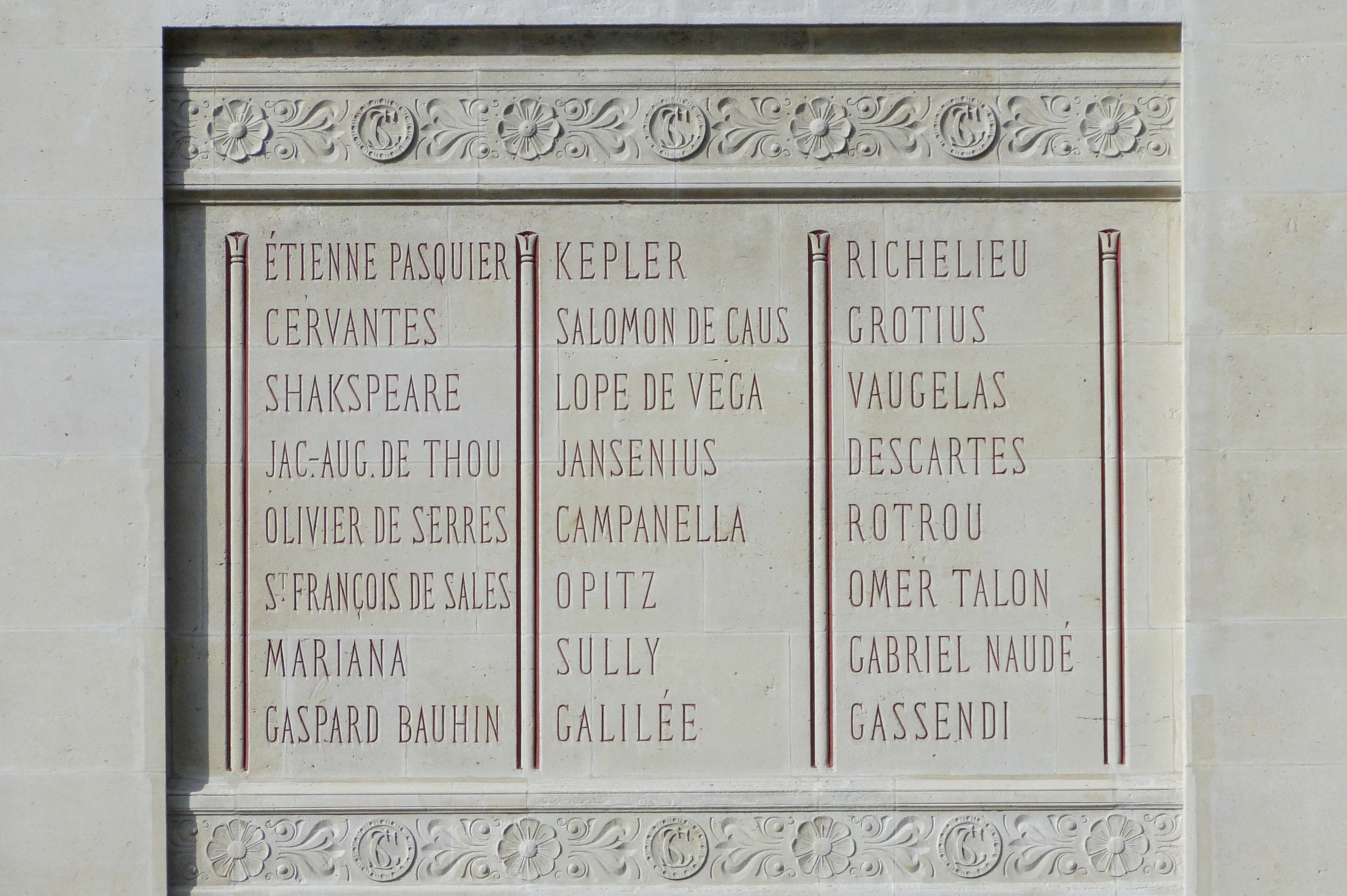
Détail de la façade, avec vue sur le catalogue monumental (810 noms gravés, de Moïse à Berzelius).

La bibliothèque donne l'impression d'un bâtiment compact et très dépouillé. Sa façade très sobre reste très symétrique par les ouvertures régulières et identiques des fenêtres répétant un motif identique. Un bandeau nu court le long du bâtiment, marquant la séparation entre le rez-de-chaussée percé de petites ouvertures et le premier étage aux plus larges et hautes fenêtres. Sous ces fenêtres sont gravés 810 noms d'auteurs et savants classés par ordre chronologique, de Moïse à Berzelius, chimiste suédois mort en 1848, année de l'achèvement de la façade. Ces noms sont gravés à l'endroit où se trouvent, de l'autre côté du mur, les rayonnages de livres.

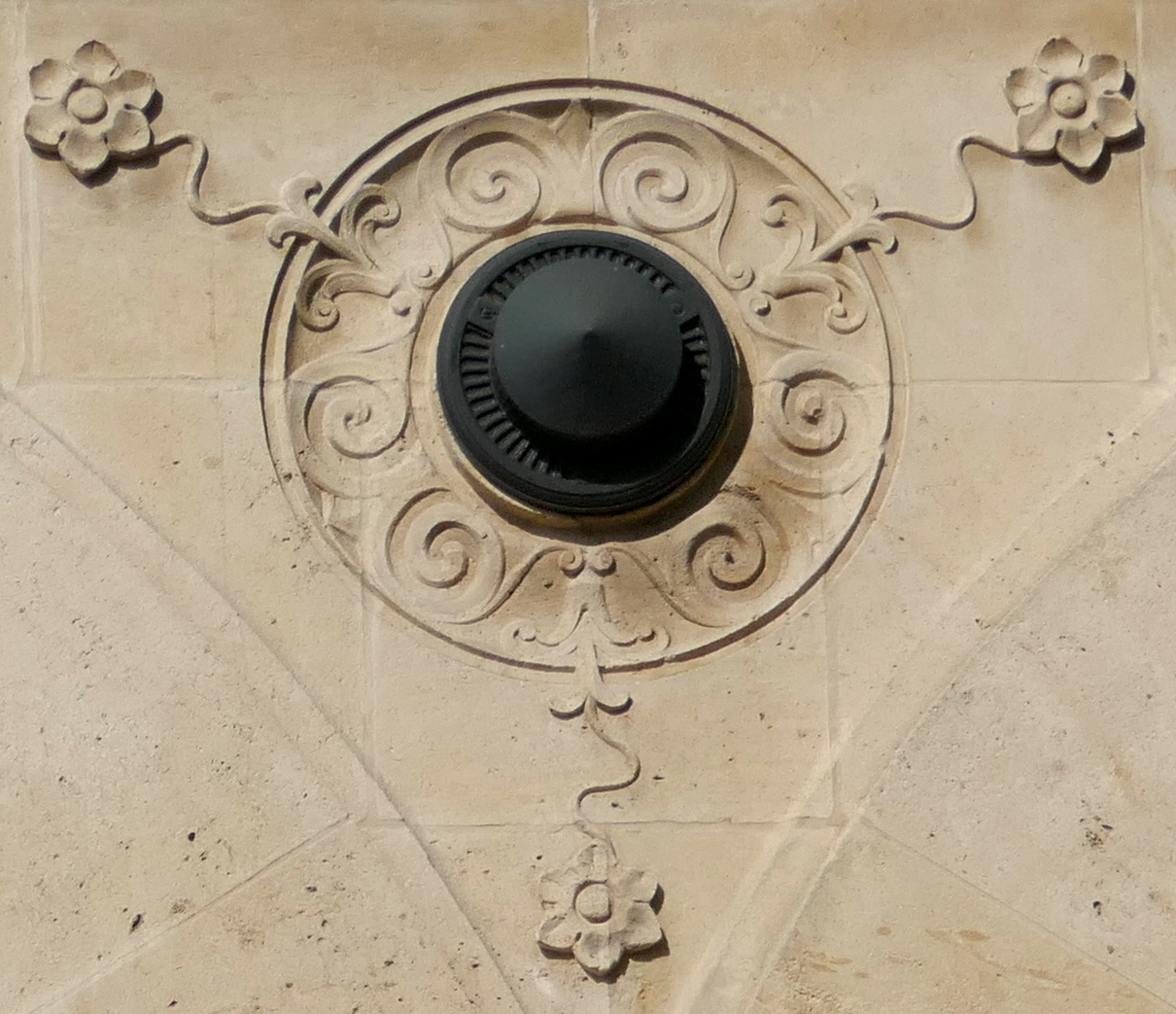
Boulon sur la façade de la bibliothèque.

Sur la façade, aucun élément ne fait saillie et une unique et modeste porte d'entrée se trouve au centre. L'architecture de celle-ci est rentrée dans la maçonnerie du bâtiment, contribuant encore au dépouillement de l'ensemble. Elle est entourée de deux torchères sculptées qui étaient allumées le soir pour marquer l'ouverture de la bibliothèque jusqu'à 22 heures.
La façade de la Bibliothèque Sainte-Geneviève propose cependant par un détail une architecture parlante. Effectivement, entre chaque fenêtre est positionnée une grande pointe de fer. Il s'agit de la structure métallique interne qui apparaît ici à l'extérieur. La charpente des arcs de la salle de lecture est maintenue par des tirants dans les murs extérieurs. Ces tirants percent la façade, a priori sans raison. Des têtes de boulons pointues les signalent. Elles sont fixées à des rondelles de fer striées et encadrées par un motif sculpté (trois fleurs). Elles sont situées à plus de 18 mètres du sol. Il pourrait donc s'agir non d'un élément destiné aux badauds mais d'un message de Labrouste à ses confrères : il faut afficher fièrement la fonction et les décisions constructives d'un bâtiment.

#### Rez-de-chaussée - stockage des ouvrages

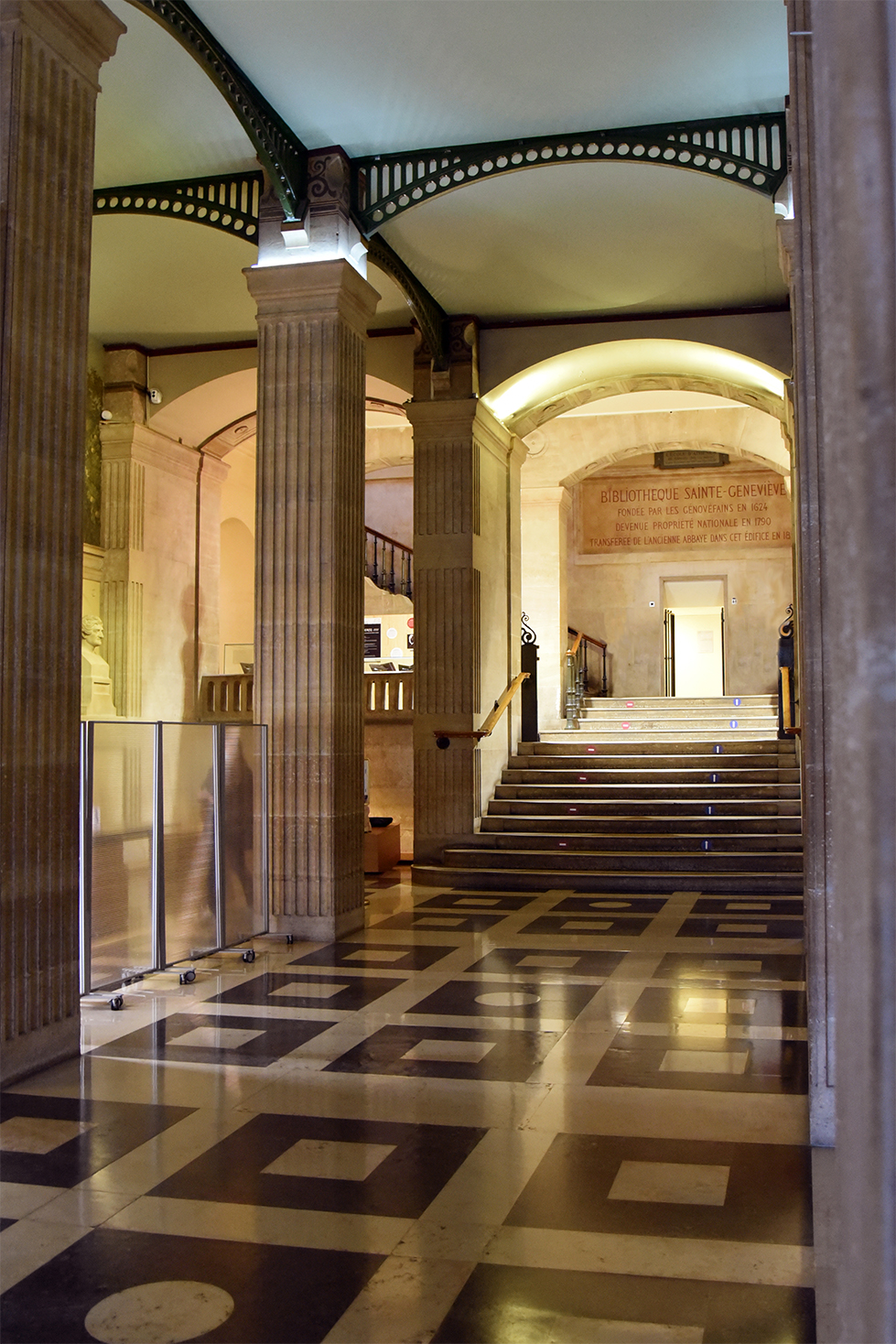
Le vestibule.

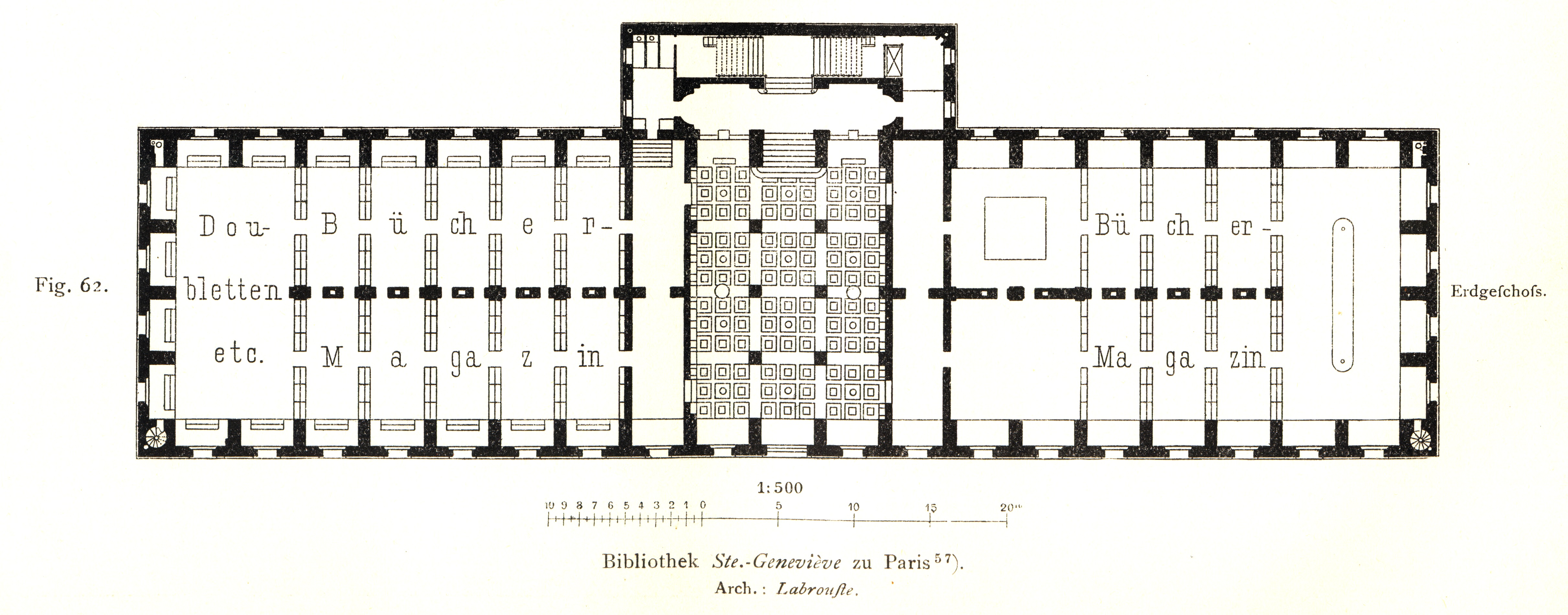
Plan du rez-de-chaussée tel qu'à l'origine.

Au centre, par la porte d'entrée, on accède à un grand vestibule à colonnes carrées et massives. Le sol est en marbre avec des motifs géométriques. La pièce traverse le bâtiment dans toute sa largeur et ouvre sur un grand escalier situé à l'opposé de l'entrée. Un jardin est peint sur les parties hautes des murs. L'architecte a ainsi voulu donner au parcours d'entrée du lecteur un aspect symbolique d'accès à la connaissance, en passant d'un vestibule sombre et un peu écrasant à un escalier plus clair et enfin à une salle de lecture vaste et lumineuse.
De part et d'autre de cette entrée se trouvent les espaces destinés à abriter les ouvrages précieux, comportant de massives colonnes qui supportent le premier étage. Ces deux espaces sont alors constitués de cellules cloisonnées par des armoires à livres et les colonnes. Seuls deux étroits escaliers en hélice, situés dans les angles permettaient aux magasiniers de monter les ouvrages en salle de lecture.
Ces deux espaces de stockage ont été largement remaniés depuis.

#### Premier étage - Salle de lecture

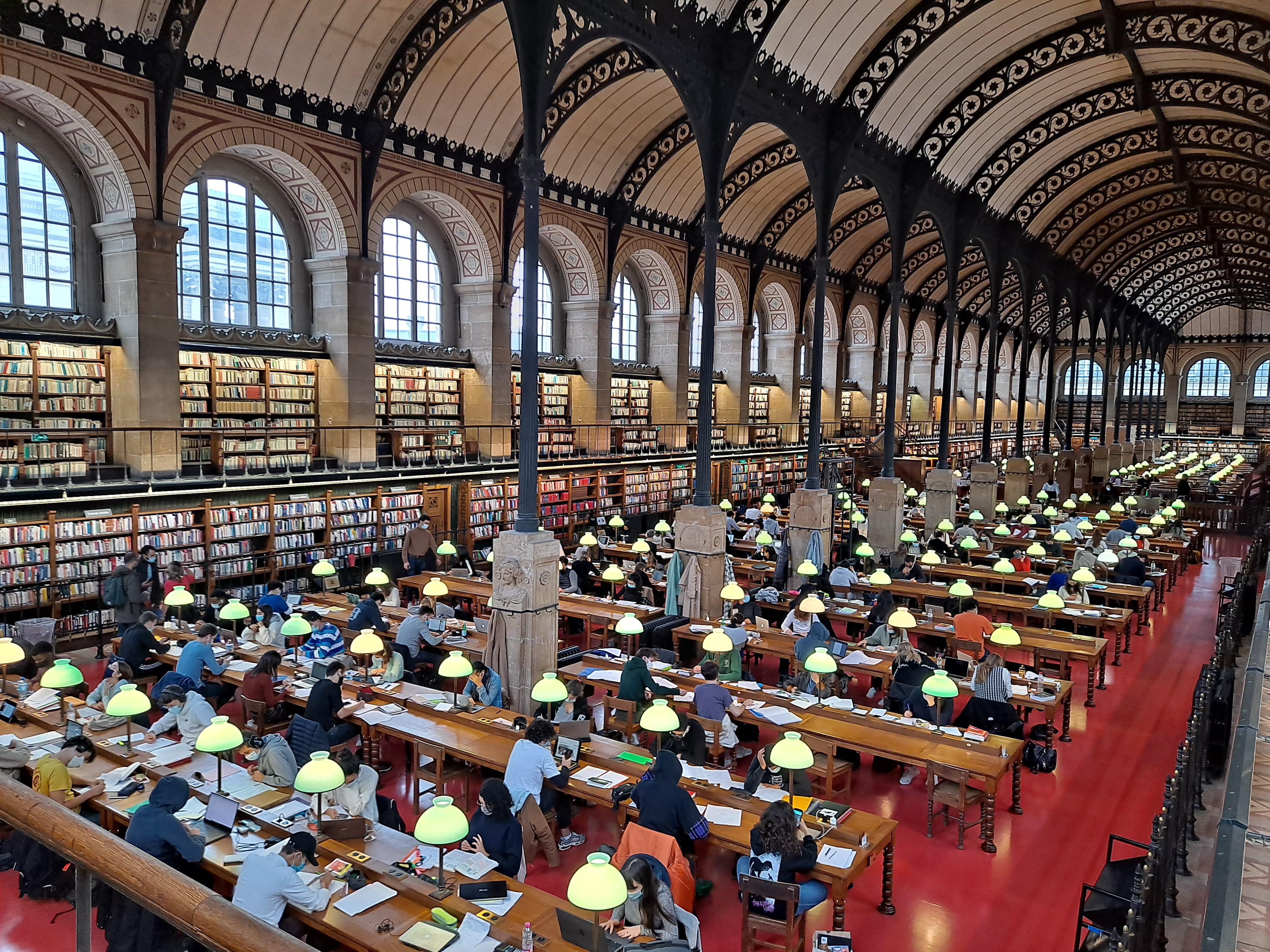
La salle de lecture en 2020.

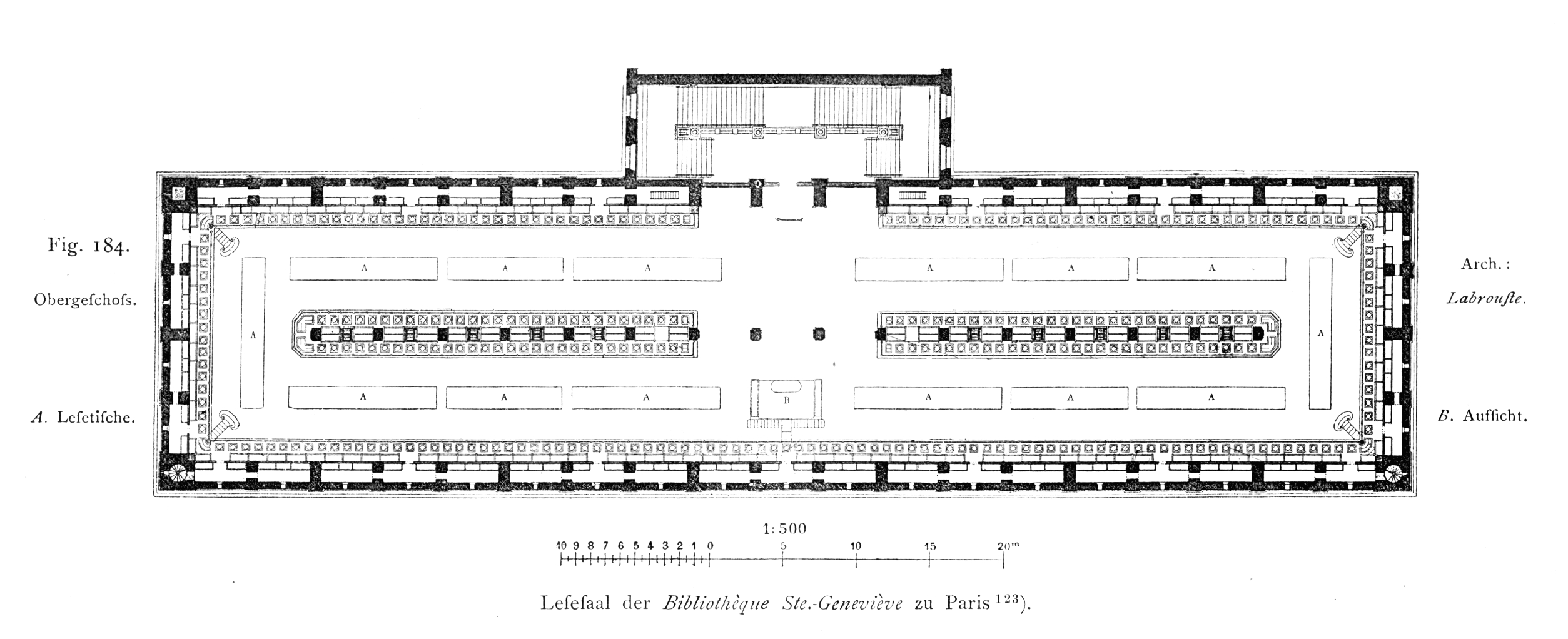
Plan de la salle de lecture avec sa disposition telle qu'elle existe jusqu'en 1930. Ensuite, tant pour accroître la capacité (de 500 à 700 places) que pour faciliter la surveillance, les armoires centrales sont retirées et les tables disposées transversalement.

Dessiné sur un plan basilical, le premier étage est composé d'une grande halle, divisée en deux vaisseaux par une colonnade centrale. L'intérieur n'est pas cloisonné et forme un espace rectangulaire de 80 mètres de long pour 17 de large, offrant un grand volume avec une hauteur de 15 mètres. L'ensemble est très lumineux grâce à la quarantaine de grandes fenêtres disposées en hauteur tout le long de la salle. Les livres dits usuels tapissent les murs sur deux niveaux. Le second niveau est accessible par une galerie reliée à la salle par quatre escaliers disposés dans chaque angle. Initialement, Labrouste voulait masquer le mouvement des livres opéré par les magasiniers ; il n'avait donc prévu que de petits escaliers masqués entre les armoires de livres et avait fait percer certains des contreforts d'étroits passages. Mais les escaliers, très raides, se révélèrent dangereux et les bibliothécaires obtinrent de l'architecte le rajout de ces quatre escaliers d'angle plus larges et plus pratiques.
Sur toute la longueur centrale de la salle se trouve une rangée de dix-huit fines colonnes en fonte cannelée supportant la voûte, chaque colonne reposant sur une base de maçonnerie sculptée de deux mètres de haut. Les arcs en plein cintre avec des colonnes sont utilisés pour la décoration et l’habillage, tandis que le plafond est formé de deux voûtes soutenues par des arcs de décharge qui s’appuient sur des colonnes porteuses en pierre intégrées dans les murs ainsi que sur les colonnes de fonte qui, elles-mêmes, reportent leur poids sur les piliers du rez-de-chaussée.

### Matériaux

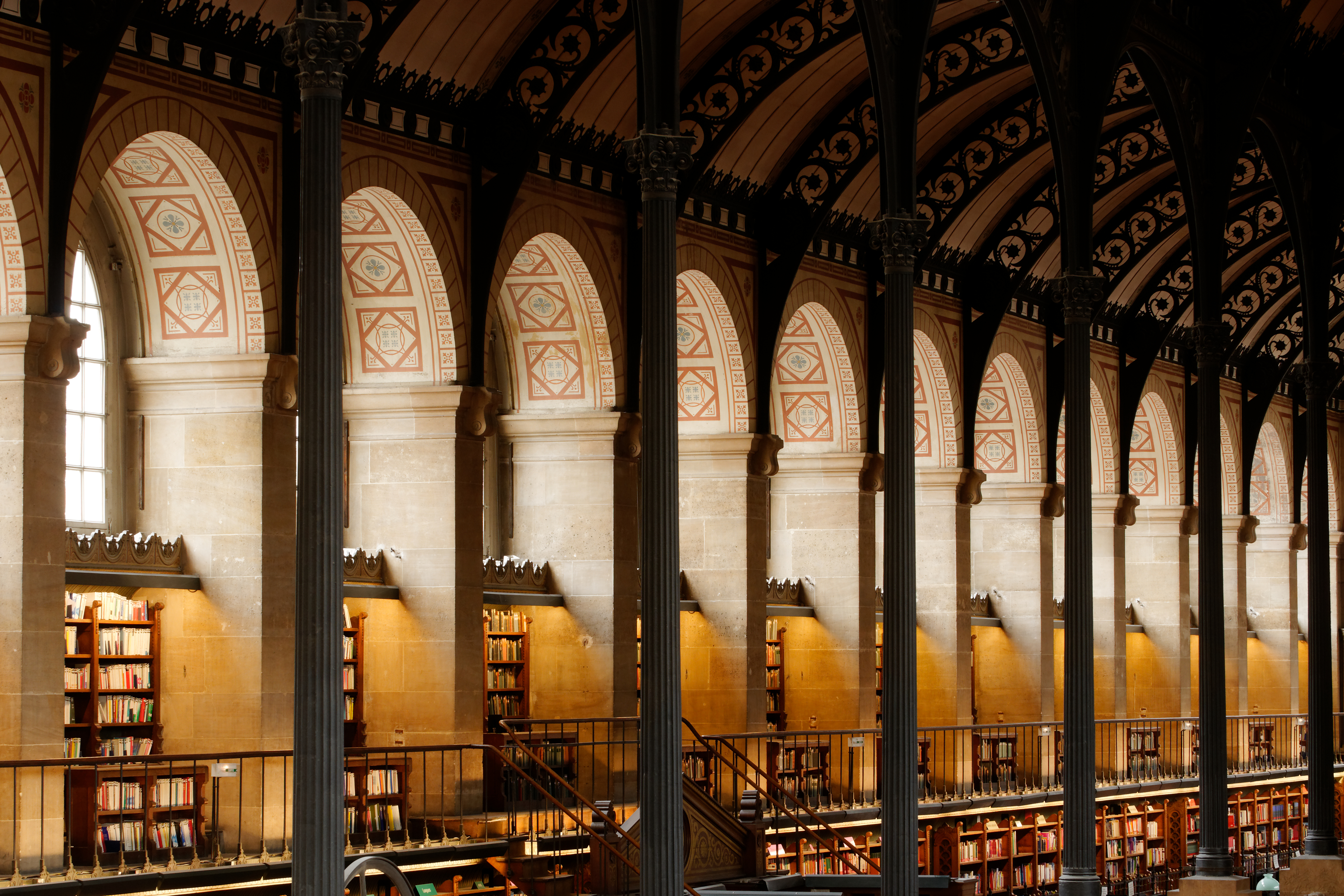
Fonte et pierre.

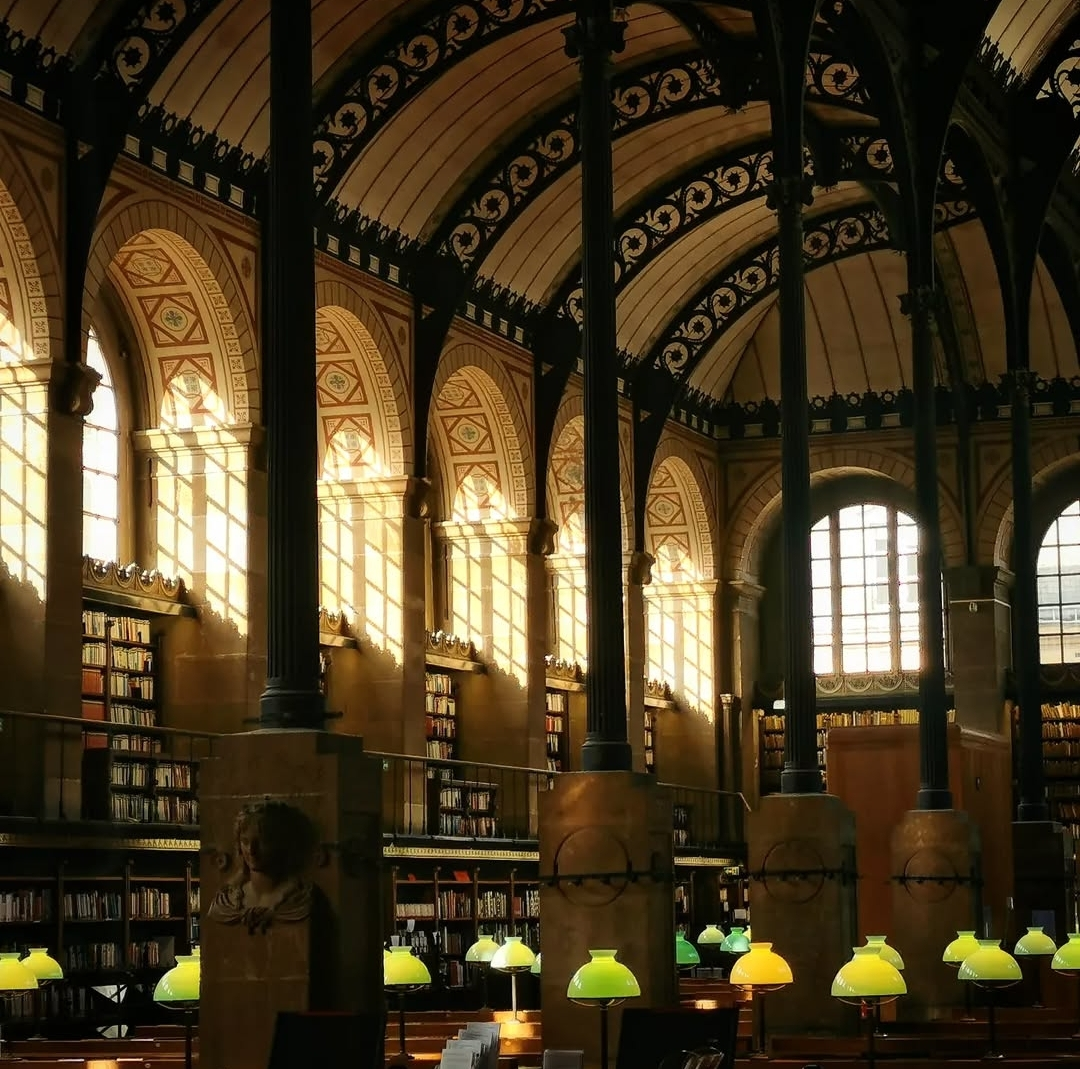
Bibliothèque Sainte-Geneviève, salle Labrouste.

Henri Labrouste réalisa un bâtiment alliant la pierre et la fonte de la révolution industrielle. Pour la façade, les colonnes porteuses extérieures et les murs, il privilégie la pierre, rappelant ainsi les matériaux utilisés pour les bâtiments alentour (le Panthéon, la mairie du 5e arrondissement ainsi que l’école de Droit). Afin d’accentuer la pénétration de la lumière largement dispensée par 41 fenêtres, il décida de construire une structure de fonte sur colonnes supportant dans un premier temps un plafond plat en pans brisés orné de caissons, puis finalement une voûte. Ils furent installés dès 1840. Il laissa cette structure complètement visible. C'est une nouveauté pour l'époque pour un bâtiment dit noble, les structures en fer visibles étant réservées aux bâtiments à usage industriel ou aux halles de marché. Pour soutenir le plancher de l’étage, il réalisa une structure en fer en partie visible. Le sol est constitué de plaques de marbre. Le mobilier ainsi que l’entrée et le centre d’information de la salle de lecture sont en bois orné de légères décorations. Ils sont conçus par Labrouste. Le mobilier d'aujourd'hui est encore pour une grande part celui d'origine dont les chaises, décriées à l'époque pour l'inconfort de leur dossier.

## Collections
La Bibliothèque Sainte-Geneviève conserve environ deux millions de documents couvrant tous les domaines du savoir : philosophie, psychologie, religions, sciences sociales, sciences pures et appliquées, linguistique, art, littérature, histoire et géographie. Trois départements communiquent ces documents aux lecteurs : le Fonds général (fonds contemporains), la Réserve (livres anciens, rares et précieux) et la Nordique (fonds fenno-scandinaves).
Voir aussi : la Charte documentaire

### Le Fonds général
Le Fonds général propose des documents publiés à partir de 1821. Consultables en salle de lecture principale, ces documents sont pour 2 % en libre accès. Ils comptent :
- 950 000 volumes, dans toutes les disciplines ;
- environ 15 000 titres de périodiques français et étrangers, dont 2 800 en cours ;
- environ 85 000 microformes (thèses, périodiques anciens, archives biographiques) ;
- de nombreuses ressources électroniques (documents numériques, bases de données et périodiques en ligne, livres électroniques).

L’offre multi-supports vise à satisfaire les besoins documentaires d’un public large composé principalement de chercheurs, enseignants, étudiants des niveaux Licence à Doctorat et inscrits en cycle de formation continue, élèves des classes préparatoires ainsi que tout public intéressé par une documentation de niveau universitaire.
Le Fonds général abrite une collection à caractère encyclopédique, pluridisciplinaire et pluraliste, héritée de l’histoire et en particulier de l’apport du dépôt légal. Reposant sur un socle « Lettres, arts, sciences humaines et sociales », il répond à des attentes spécifiques en sciences, sciences juridiques, sciences économiques et de gestion pour le public étudiant qui fréquente le Fonds général.

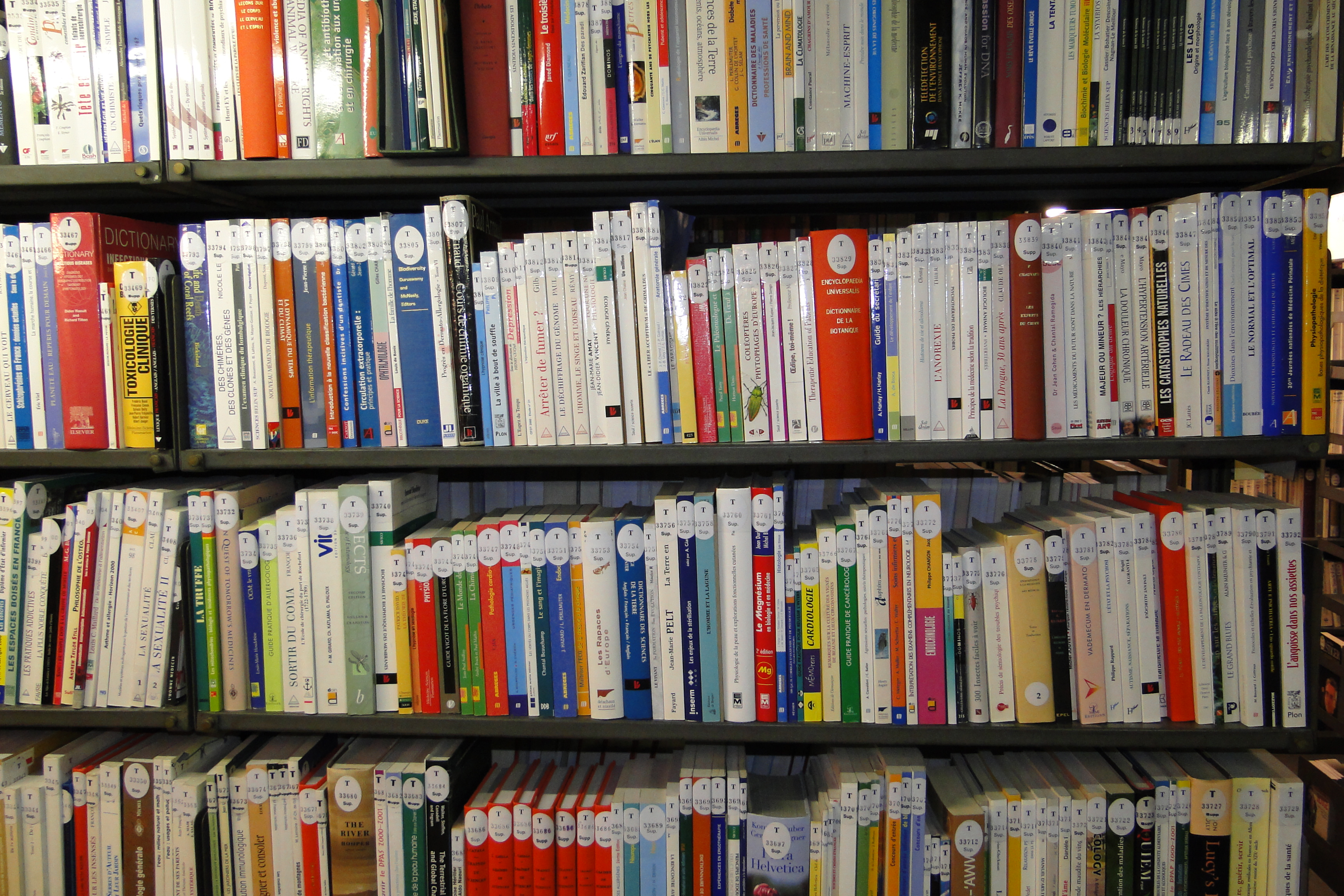
Magasins.

La politique documentaire valorise des « pôles fort », domaines conservés sur la durée, pour lesquels sont visés une documentation française de niveau recherche et un effort soutenu d’acquisitions étrangères dans les principales langues de la recherche (anglais, allemand, espagnol, italien). Il s'agit des domaines suivants :
- les langues, littératures et civilisations des domaines français et francophone ;
- la littérature générale et comparée, en particulier l’histoire littéraire ;
- l’histoire du livre et du patrimoine écrit ;
- la sociologie ;
- la philosophie de tradition occidentale, en particulier de l’Antiquité, de la période moderne et contemporaine ;
- la psychanalyse et la psychologie, en particulier la psychologie expérimentale, sociale, de l’environnement et du travail ;
- les religions monothéistes, en particulier le christianisme, ainsi que l’ésotérisme et l’occultisme ;
- l’histoire, l’épistémologie et la philosophie des sciences et techniques ;
- les récits de voyage ;
- l’histoire de l’art, en particulier français ;
- l’histoire de France ; l’histoire et civilisation des mondes anciens et du XIXe siècle.

### La Réserve

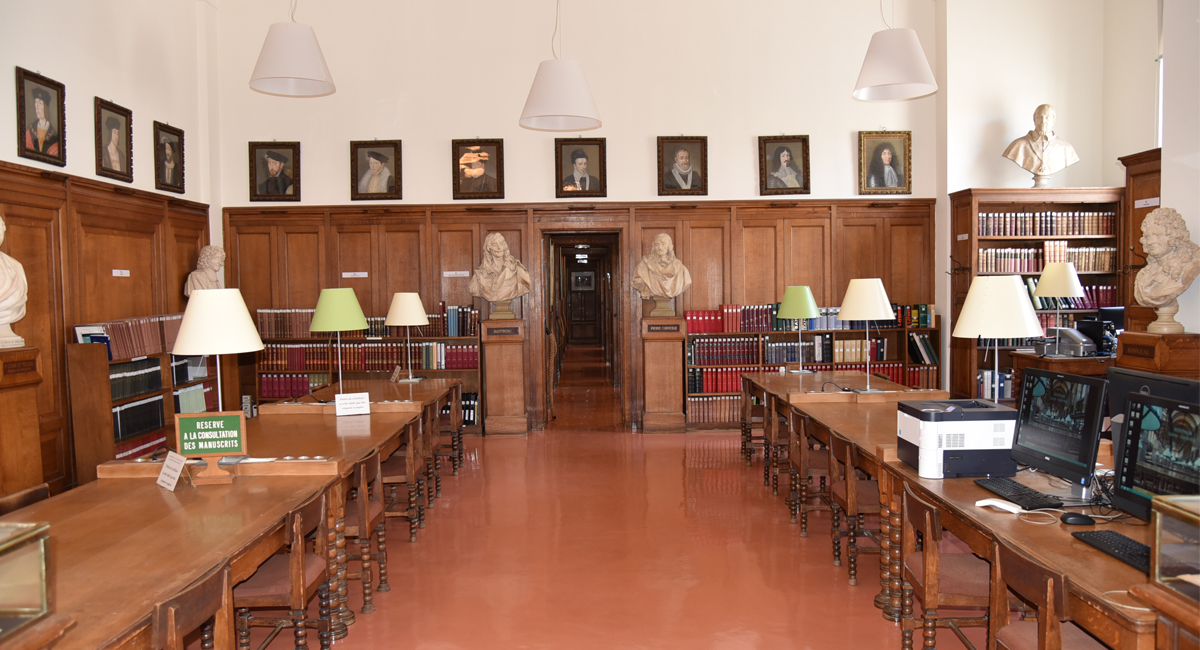
Salle de lecture de la Réserve.

La Réserve, département spécialisé dont la salle de lecture se trouve au rez-de-chaussée du bâtiment, conserve des livres anciens, rares et précieux, consultables sur justificatif de recherche, mais aussi des collections documentaires.
Les collections patrimoniales se composent des documents suivants :
- manuscrits (plus de 6 300) ;
- imprimés anciens, rares et précieux (160 000 volumes) ;
- dessins, estampes et photographies (plus de 50 000 estampes isolées) ;
- œuvres et objets d’art provenant pour l’essentiel de la bibliothèque et du cabinet de curiosités de l’ancienne abbaye Sainte-Geneviève.

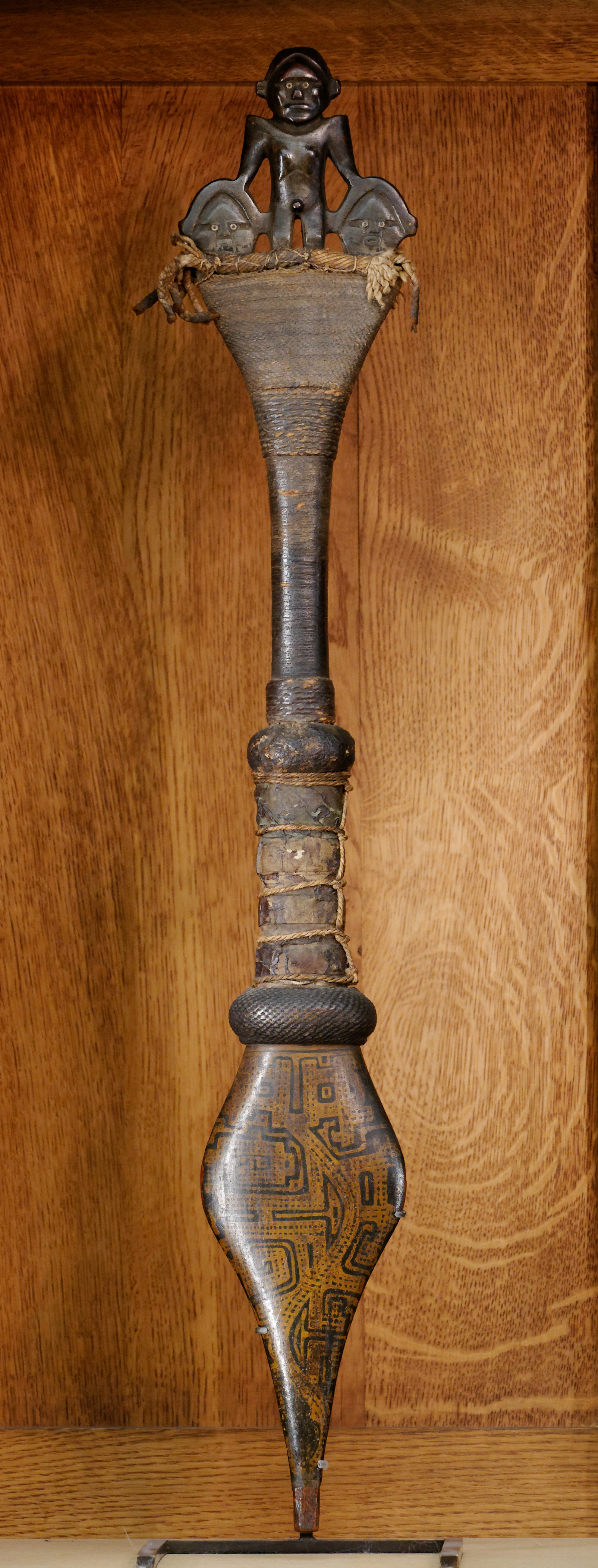
Bâton de cérémonie. Bois, pigments, fibres végétales, résine et coquillages. Civilisation Marajo ou Arawak,.

Les collections documentaires consistent en un important fonds d’ouvrages de référence couvrant l’ensemble des disciplines de l’histoire du livre et des textes : philologie, bibliographie, codicologie, paléographie, histoire de l’imprimerie, de la gravure et de la reliure. Elles comptent aussi des périodiques français et étrangers, spécialisés dans les domaines de la bibliographie et de l’histoire du livre (cinquante titres courants), un fonds de clichés et microformes et un ensemble de ressources électroniques spécialisées (Archive of Celtic-Latin literature, Cetedoc library of Christian Latin texts, Incipitaire des textes latins, Patrologie latine, Acta Sanctorum, etc.).
Quelques collections numérisées :
- bibliothèque virtuelle des manuscrits médiévaux (enluminures des manuscrits médiévaux) ;
- reliures estampées à froid XIIe – XVIIIe siècles ;
- bibliothèque numérique du XVe siècle ;
- factums ;
- estampes anciennes.

### La Bibliothèque nordique

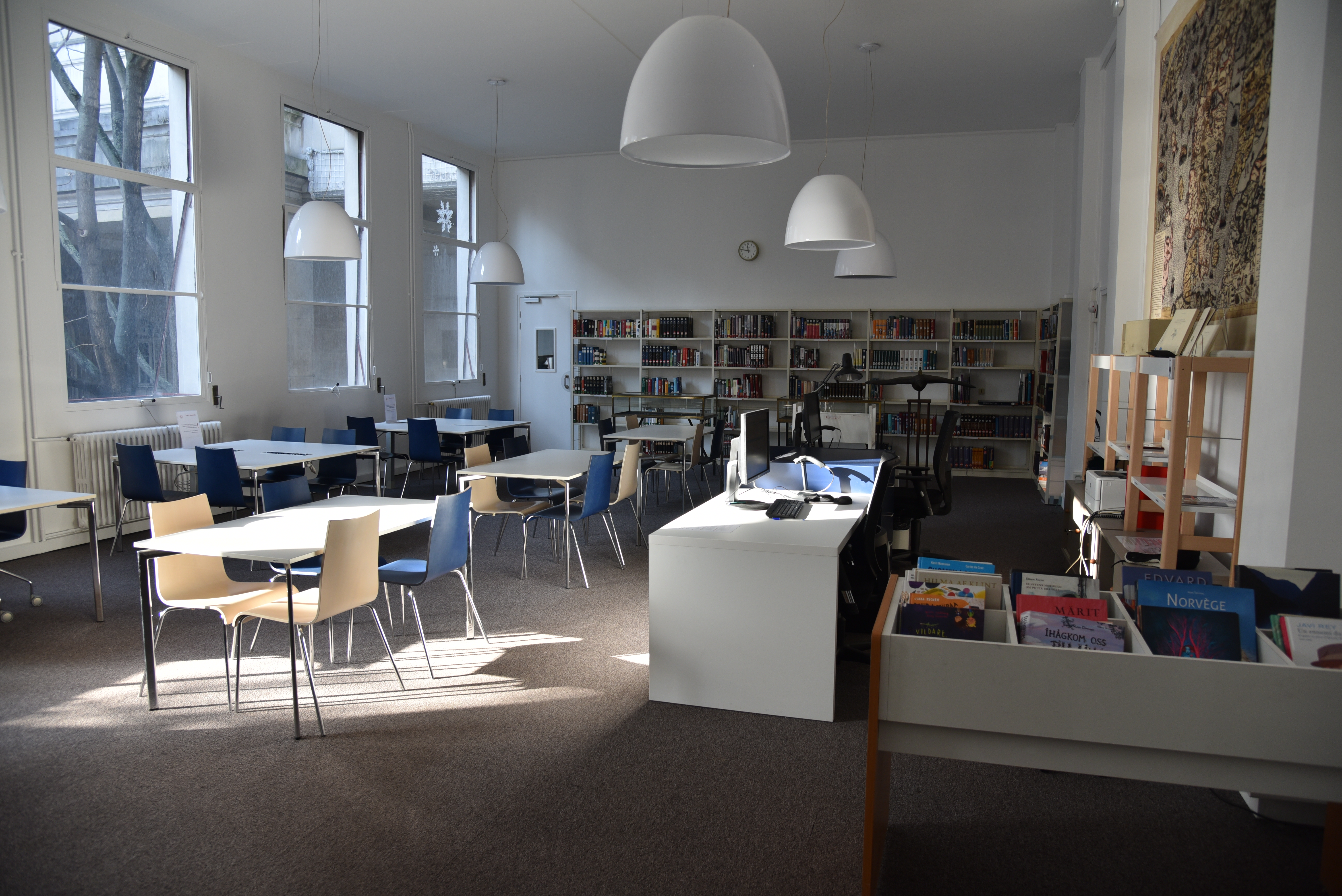
Salle de lecture de la Nordique.

Située à proximité du bâtiment principal, 6 rue Valette, la Bibliothèque nordique, département documentaire spécialisé de même que la Réserve, offre à ses lecteurs une documentation en langues scandinaves et finno-ougriennes sur tous les sujets (avec une prédominance en sciences humaines et sociales), des traductions françaises d’œuvres scandinaves, finnoises, estoniennes, des périodiques, des quotidiens, des méthodes audio de langue. Bibliothèque la plus riche dans le domaine des langues nordiques en dehors de celles des pays scandinaves, la Bibliothèque nordique compte actuellement plus de 190 000 volumes, 4 200 collections de publications en série et s’enrichit par ailleurs, depuis 1986, d’un remarquable fonds estonien. Elle possède aussi une collection patrimoniale, dont 170 manuscrits.
Trois cents récits de voyage nordiques sont consultables dans la Bibliothèque numérique (voir ci-dessous).

### La Bibliothèque numérique
En 2009, la bibliothèque Sainte-Geneviève est la première bibliothèque en France à contribuer au projet Internet Archive, une organisation internationale à but non lucratif qui propose la troisième plus grosse bibliothèque numérique sur le web, après Google Books et HathiTrust. Les documents mis en ligne sont également automatiquement signalés sur Gallica, le site de la Bibliothèque nationale de France. Elle est aussi la première à ouvrir une collection d'images, en plus de la collection de textes, à l'été 2015.
Près de 5 400 livres sont numérisés en 2019 (incunables, livres de voyages nordiques, livres rares du XIXe siècle, factums des XVIIe et XVIIIe siècles, partitions, etc.), et désormais consultables sur Genovefa, la bibliothèque numérique de la bibliothèque Sainte-Geneviève.
Ces documents numérisés sont tous téléchargeables aux formats EPUB et Kindle afin de pouvoir être consultés sur tablette.

## Fonctionnement
La bibliothèque Sainte-Geneviève est ouverte au public (plus de 43 000 lecteurs inscrits) du lundi au samedi de 10 heures à 22 heures. Elle ouvre en outre environ douze dimanches par an, en relation avec le calendrier universitaire des examens (avril- mai et novembre-décembre).